# Oscar Cantoni
Oscar Cantoni (ur. 1 września 1950 w Lenno) – włoski duchowny katolicki, biskup Como od 2016, kardynał od 2022.

## Życiorys
Święcenia kapłańskie otrzymał 28 czerwca 1975 i został inkardynowany do diecezji Como. Był m.in. założycielem diecezjalnego stowarzyszenia dla dziewic konsekrowanych, ojcem duchownym seminarium w Como oraz wikariuszem biskupim ds. duchowieństwa.
25 stycznia 2005 papież Jan Paweł II mianował go ordynariuszem diecezji Crema. Sakry biskupiej udzielił mu biskup Como – Alessandro Maggiolini.
4 października 2016 papież Franciszek mianował go biskupem ordynariuszem Como. Ingres odbył się 27 listopada 2016. 29 maja 2022 podczas modlitwy Regina Coeli papież Franciszek ogłosił jego nominację kardynalską. 27 sierpnia Cantoni został kreowany kardynałem prezbiterem i otrzymał kościół tytularny Santa Maria Regina Pacis a Monte Verde. Brał udział w konklawe 2025. które wybrało papieża Leona XIV.